# Varengeville-sur-Mer
Varengeville-sur-Mer är en kommun i departementet Seine-Maritime i regionen Normandie i norra Frankrike. Kommunen ligger i kantonen Offranville som tillhör arrondissementet Dieppe. År 2022 hade Varengeville-sur-Mer 962 invånare.

## Befolkningsutveckling
Antalet invånare i kommunen Varengeville-sur-Mer
| Referens: INSEE |